# Пичуга
Пичуга — река в России, протекает по Дубовскому району Волгоградской области. Правый приток Волги.

## География
Пичуга начинается в балке на плато на правом берегу Волги, примерно в 10 км западнее города Дубовка. Течёт на юго-восток. На реке находятся населённые пункты Челюскинец (на левом берегу) и Пичуга (на правом). Пичуга ранее впадала в Волгу, в настоящее время впадает в Волгоградское водохранилище в 621 км от устья Волги. Длина реки составляет 10 км.

## Данные водного реестра
По данным государственного водного реестра России относится к Нижневолжскому бассейновому округу, водохозяйственный участок реки — Волга от Саратовского гидроузла до Волгоградского гидроузла, без рек Большой Иргиз, Большой Караман, Терешка, Еруслан, Торгун. Речной бассейн реки — Волга от верхнего Куйбышевского водохранилища до впадения в Каспий.
Код объекта в государственном водном реестре — 11010002212112100011418.

## Происхождение названия
Есть несколько версий происхождения названия:
1. Из-за селившихся по берегам птиц — «пичюжек»[3];
2. Шум воды напоминает писк птиц[3];
3. В устье реки останавливались на отдых «пичуги» — бурлаки[3].